# دانشگاه ستون هیل
دانشگاه ستون هیل یک دانشگاه خصوصی کاتولیک در گرینزبورگ، پنسیلوانیا است. این کالج که قبلاً یک کالج زنان بود، در سال ۲۰۰۲ به‌طور رسمی توسط وزارت آموزش پنسیلوانیا به دانشگاه مختلط تبدیل شد.این مؤسسه حدود ۲۲۰۰ دانشجو ثبت نام می‌کند.

## تاریخچه
در سال ۱۹۱۴، کالج ستون هیل توسط خواهران خیریه افتتاح شد. با تأیید مشترک المنافع پنسیلوانیا، کالج ستون هیل چهار سال بعد ایجاد شد. در سال ۱۹۴۶، ۴۰ مرد کهنه سرباز جنگ جهانی دوم به عنوان دانشجو در ستون هیل پذیرفته شدند. در طول دهه ۱۹۸۰، مردان به‌طور منظم در بسیاری از برنامه‌های کالج ستون هیل، از جمله موسیقی و تئاتر پذیرفته می‌شدند. دانشگاه ستون هیل پس از اعلام یک طرح فناوری که شامل ارائه یک آی پد برای همه دانشجویان تمام وقت، و همچنین یک مک بوک ۱۳ اینچی برای همه دانشجویان سال اول ورودی است، مورد توجه عمومی قرار گرفت. پس از فارغ‌التحصیلی، دانش آموزان هر دو دستگاه را نگه می‌دارند. از پاییز ۲۰۱۳، دانشجویان تمام وقت جدید یک آیپد مینی دریافت خواهند کرد و به دانشجویان تازه‌وارد تمام وقت مک بوک ایر اهدا خواهند شد.